# 애니콜 울트라 메시징
애니콜 울트라 메시징(Anycall Ultra Messaging)는 삼성전자에서 2007년 3월 25일에 출시한 스마트폰이다. 대한민국 이외의 국가에서는 블랙잭이라는 명칭으로 출시되었던 제품이다. SCH-M620은 SK텔레콤 전용 제품이고 SPH-M6200은 KT 전용 제품이다.

## 사진

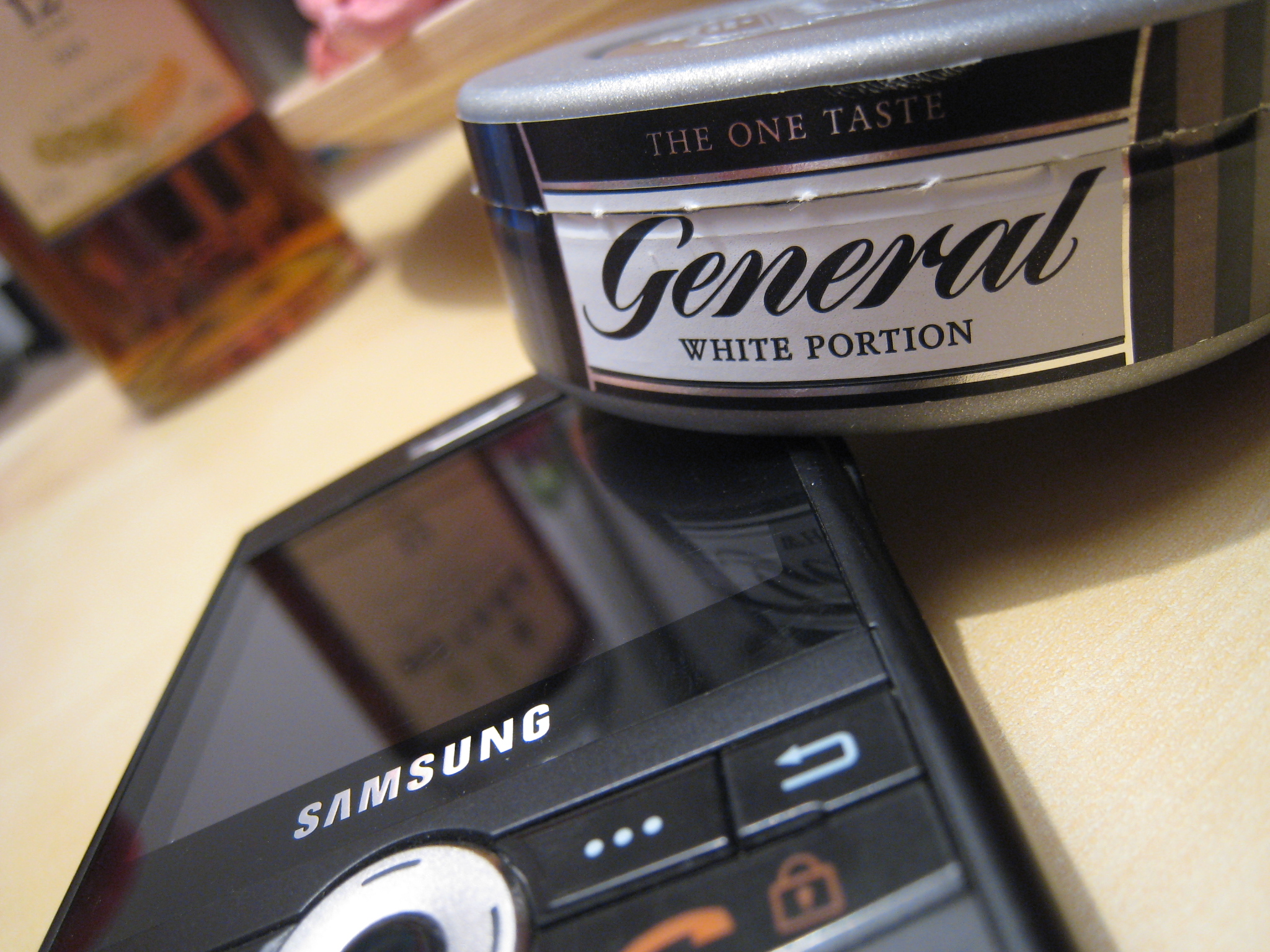
삼성 블랙잭

## 같이 보기
- 삼성 블랙잭